# Back in Circulation
Back in Circulation è un film del 1937 diretto da Ray Enright.
È una commedia a sfondo giallo e drammatico statunitense con Pat O'Brien, Joan Blondell e Margaret Lindsay. È basato sul racconto breve del 1937 Angle Shooter di Adela Rogers St. Johns.

## Produzione
Il film, diretto da Ray Enright su una sceneggiatura di Warren Duff e, per alcuni dialoghi addizionali, di Seton I. Miller e un soggetto di Adela Rogers St. Johns, fu prodotto da Samuel Bischoff, come produttore associato, per la Warner Bros. e girato nei Warner Brothers Burbank Studios a Burbank, California, dal 12 aprile 1937. Il titolo di lavorazione fu  Angle Shooter.

## Distribuzione
Il film fu distribuito negli Stati Uniti dal 25 settembre 1937 al cinema dalla Warner Bros.
Altre distribuzioni:
- in Francia il 3 novembre 1937 (En liberté provisoire)
- in Portogallo il 23 ottobre 1941 (Quando o Amor Sorri)
- in Belgio (De razende reporterin e En liberté provisoire)
- in Brasile (Quando o Amor Sorri e Silêncio que Condena)
- in Grecia (Gynaika detective)